# Яхия Ал-Хасани
Яхия Али Сайед Ал-Хасани (на арабски: يحيى الغساني‎)  (роден на 18 април 1998 г.) в Шарджа, ОАЕ) е професионален футболист полузащитник, състезател на местния Шабаб Ал-Ахли и Националния отбор на ОАЕ. Участник в Купата на Азия 2023, автор на два гола (третия срещу Хонгконг при победата с 3:1 и гола срещу Иран при загубата с 1:2).

## Успехи
Ал-Уахда (Абу Даби)
- Суперкупа на ОАЕ
  - Носител (1): 2018

 Шабаб Ал-Ахли (Дубай)
- Про лига на ОАЕ
  - Шампион (1): 2022/23
- Купа на президента на ОАЕ
  - Носител (1): 2020/21
- Купа на лигата на ОАЕ
  - Носител (1): 2020/21
- Суперкупа на ОАЕ
  - Носител (2): 2020, 2023